# ラークシャサ (ダンジョンズ&ドラゴンズ)
ラークシャサ(Rakshasa)は、テーブルトークRPG『ダンジョンズ&ドラゴンズ』(D&D)に登場する架空の魔族であり、現世に定住する邪悪な侵略者である。彼らは強力な魔術師であり、身に危険が及ぶかもしれぬ戦闘での白兵戦を、卑しいものだと軽蔑している。

## 掲載の経緯
ラークシャサはD&Dで最も早くから登場しているモンスターの１つである。

### オリジナルD&D(1974-1976)
オリジナル・ダンジョンズ&ドラゴンズでラークシャサが初めて登場したのは、TSR社の公式ニュースレター、『The Strategic Review』5号(1975年12月)である。その後、最初期のサプリメント『Gods, Demi-Gods & Heroes』(1976、未訳)にて、「これらの悪魔は人と神とに絶えず戦ってきた。彼らの頭目は強力だったので、神々は休戦をして譲歩を強いられた」と紹介されている。

### AD&D 第1版(1977-1988)
『アドバンスト・ダンジョンズ&ドラゴンズ』(AD&D)第1版においてラークシャサは『Monster Manual』(1977、未訳)にて、「古代インドでは、彼ら受肉した悪霊が蔓延っている」と紹介されている。『ドラゴン』84号(1984年4月)では、“ラークシャサの貴族”と“ラークシャサの騎士”が登場した。

### AD&D 第2版(1989-1999)
『Monstrous Compendium VolumeⅠ』(1989、邦題『モンスター・コンベンディウムⅠ』)に登場し、『Monstrous Manual』(1993、未訳)に再掲載された。ここでは、“グレーター・ラークシャサ(強大なラークシャサ)”、“ラークシャサ・ラーク(ラークシャサの騎士)”、“ラークシャサ・ラジャー(ラークシャサの王)”、“ラークシャサ・マハラジャー(ラークシャサの大王)”が紹介された。

### D&D 第3版(2000-2002)、D&D 第3.5版(2003-2007)
D&D第3版では『モンスターマニュアル』(2000)に登場し、第3.5版の『モンスターマニュアル』(2003)に再掲載された。また、『モンスターマニュアルⅢ』(2007)ではネクロマンサーの“アクチャザール・ラークシャサ(Ak'chazar rakshasa)”と暗殺者の“ナズサルーン・ラークシャサ(Naztharune rakshasa)”が登場した。『ドラゴン』326号(2004年12月)では“ラークシャサの生態”特集が組まれた。
エベロン世界を扱った『Eberron Campaign Setting』(2004、邦題『エベロン・ワールドガイド』)ではラークシャサの戦士部族、“ザキャ・ラークシャサ(Zakya rakshasa)”が登場した。『ドラゴン』337号(2005年11月)ではエベロン向けに“ラークシャサ・オーバーロード(Rakshasa overlords)”が寄稿された。
必殺技や武術流派を盛り込んだサプリメント、『Tome of Battle: The Book of Nine Swords』(2006、未訳)では、武術を使う“ネイチャン・ラークシャサ(Naityan rakshasa)”が登場した。

### D&D 第4版(2008-)
D&D第4版では、『モンスター・マニュアル』(2008)に以下の個体が登場している。
- ラークシャサの戦士／Rakshasa Warrior
- ラークシャサの射手／Rakshasa Archer
- ラークシャサの暗殺者／Rakshasa Assassin
- ラークシャサの貴種／Rakshasa Noble
- ラークシャサの恐怖の騎士／Rakshasa Dread Knight

また、エッセンシャルズのモンスター集、『Monster Vault』(2010、未訳)ではラークシャサの戦士、ラークシャサの射手に加えて、“ラークシャサの魔術師／Rakshasa Mage”が登場している。

### D&D 第5版(2014-)
D&D第5版では、『モンスター・マニュアル』(2014)に登場している。

## D&D以外のテーブルトークRPG

### パスファインダーRPG
D&D3.5版のシステムを継承するパスファインダーRPGにラークシャサは『ベスティアリィ』(2009)、『Bestiary 3』(2011、未訳)に登場している。『Bestiary 3』では神に等しき力を持つ“不死なるラークシャサ(Rakshasa Immortals)”が名のみ紹介され、その従僕たる“タータカ・ラークシャサ(Tataka Rakshasa)”、人食いの殺し屋“ダンダスカ・ラークシャサ(Dandasuka Rakshasa)”、大王“マハラジャー・ラークシャサ(Maharaja Rakshasa)”、蛇使いの呪術師“マライ・ラークシャサ(Marai Rakshasa)”、蛇に転生した“ラクタヴァーナ・ラークシャサ(Raktavarna Rakshasa)”が登場している。
なお、不死なるラークシャサの諸侯の中で最強と目されているのは、『ラーマーヤナ』に登場する、“始原にして終焉”ラーヴァナである。

### 13th Age
D&D第4版デザイナー、ロブ・ハインソーとジョナサン・トゥイートによるd20システム使用のファンタジーRPG、13th Ageでは、『13th Age RPG Core Book』(2013、未訳)に登場している。

## 肉体的特徴
ラークシャサの身長は6フィート（約1.8m）ほど、体重180ポンド（約80kg）ほどで人間とさほど変わらない。
ラークシャサの頭部はトラ(最も多い)やクロヒョウなどの猛獣のそれであり、体表も毛皮に覆われている。彼らの一番特異な特徴として、両方の掌が外側に向いていることにある。人間から手の甲にあたる場所に手の平があり、指も外側に丸まる。彼らがそれで手先に問題が生ずることはない。
ラークシャサは不老不死であり、例え肉体を滅ぼされてもいつの日か蘇る。

## 社会
ラークシャサは傲慢で悪意に満ちた悪霊である。太古に現世に追われたデーモンの子孫だと云われるが、彼らはそのような卑しい存在ではないと主張している。自らの血統を自尊している彼らは、時に卑しい者たちが獲得しうる神性を小馬鹿にしており、あらゆる宗教を軽蔑している。また、大変な贅沢好きである彼らは常に豪華な衣装を身にまとい、贅沢な暮らしをしている。
ラークシャサは強力な幻術師であり、しばしば人間に変身し土地の名士や貴族、犯罪者の頭目になりすましている。超能力で相手の記憶を読み、信用している人物になりすます事も好んで行う。ラークシャサは“秩序にして悪”であり、あらゆる冒涜、背信行為を伝播する地上における悪の化身と言える。
ラークシャサは通常1人で活動するが、ラークシャサの社会は厳密なカースト制度が布かれている。彼らはあらゆる生物は摂理に忠実であるのが実利的であると考えており、階級社会は当然の理だと考えている。当然ながら、自分たち以外の種族が召し使い以上の階級を得るなどとは考えていない。
ラークシャサは戦闘を卑しいことだと忌避する一方、好んで武器を取る一族もいる。彼らの身体は頑強かつ霊的なもので、通常の武器ではほとんど損傷を与える事ができず、魔法の武器でも威力は落ちる。逆に、神に祝福された武器は彼らに致命的な打撃を与えうる。
ラークシャサは不滅の悪霊であり、例え討たれてもいつの日か転生し復讐を果たそうとする。彼らが転生するのには数日から数百年かかる時もある。パスファインダーRPGではラークシャサ同士には繁殖ができず、片親もしくは両親が別の種族である。肉体を失い亡霊となったラークシャサは胎児の身体を乗っ取る形で転生をする。14歳ほどで成人し、500年ほど生きる。

## D&D世界でのラークシャサ

### エベロンでのラークシャサ
エベロンではかつてコーヴェア、サーロナ両大陸をラークシャサの王侯が支配していたが、アルゴネッセンのドラゴンと、ゼンドリックのコアトルによる連合軍との戦いに敗れ、シルヴァー・フレイム教会が施した結界に封印された。今は王侯たちの家来が“ロード・オヴ・ダスト”を名乗り、王侯の封印を解こうと活動している。王侯への忠誠から活動している者もおれば、王侯の力を我が物とすべく活動している者もいる。
エベロン独自のラークシャサである、ザキャ・ラークシャサは両拳が裏返しではなく、戦闘を好む。